# Carrera aérea París-Madrid (1911)

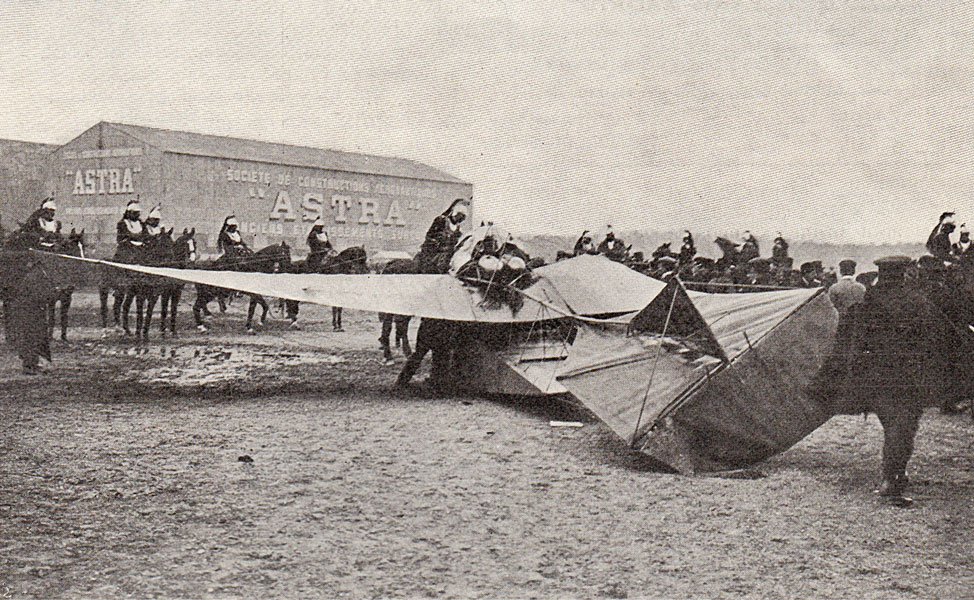
El accidente del monoplano de Louis Émile Train

La  Carrera aérea París-Madrid de 1911 fue una competición de vuelo internacional en tres etapas, la primera de varias carreras aéreas europeas del verano de aquel año.  El ganador fue el aviador francés Jules Védrines, a pesar de que su triunfo y la propia carrera, quedaron ensombrecidos por un notorio accidente fatal en el despegue de la primera etapa.

## Organización
La carrera aérea fue organizada por el diario francés Le Petit Parisien, inspirado en el éxito de su competidor Le Matin al patrocinar la carrera aérea del Circuit de l'Est en agosto de 1910, aumentando su tirada.
La primera etapa se iniciaba en el aeródromo francés de Issy-les-Moulineaux, y tenía un recorrido de 400 kilómetros (248,5 mi) km hacia el sursudoeste hasta Angulema; la difícil segunda etapa discurría desde Angulema hasta la ciudad costera española de San Sebastián, sobrevolando los Pirineos; y la etapa final, de aproximadamente 462 kilómetros (287,1 mi) km, transcurría entre San Sebastián y Madrid, sobrevolando la Sierra de Guadarrama. El primer premio era de 100.000 francos para el vencedor; con 30.000 francos para el segundo;  y 15.000 francos para el tercer puesto.
El Real Aero Club de España organizó el lugar de aterrizaje de acuerdo con el ayuntamiento de Getafe en la Dehesa de Santa Quiteria, y se acondicionó el lugar completando un aeródromo con una zona de aterrizaje de 1.000 metros de largo por 300 de ancho, un cobertizo para 14 aviones, tribunas y otras instalaciones.

## Inicio de carrera y accidente
Una multitud estimada en 300.000 espectadores se reunió antes del amanecer del domingo 21 de mayo de 1911 en el aeródromo de Issy-les-Moulineaux.  Los competidores tomaban la salida en intervalos de cinco minutos a partir de las 5.00, pero los vuelos comenzaron alrededor de las 3.45, cuando Jules Védrines y Andre Frey realizaron vuelos de prueba cortos.
El primer competidor en salir, a las 5:10, fue André Beaumont, seguido por Roland Garros y Eugène Gilbert. Frey despegó a las 5:35, dio una vuelta alrededor del aeródromo y aterrizó de nuevo: después de realizar algunos ajustes en su avión, lo intentó de nuevo a las 6:00, pero se le dañó una rueda y tuvo que retrasar su intento para efectuar nuevas reparaciones. El competidor siguiente no estaba listo, y el siguiente, Garnier, solo realizó un corto vuelo. A continuación partió Jules Védrines, quien inmediatamente después aterrizó por problemas en el manejo de su aeronave. La multitud había empezado a quedar fuera de control alrededor de las seis, dispersándose por los distintos recintos del campo de vuelo, a pesar de que nadie más que los aviadores, sus ayudantes y los comisarios de la carrera estaban autorizados para pasar al área de vuelo. Incluso un grupo de ministros del gobierno había abandonado su tribuna para acercarse a la pista. En su intento de evitar el choque con los espectadores, Védrines averió severamente su aeronave. A las 6:22 el Le Lasseur de Ranssay despegó, y a las 6:30 Louis Émile Train fue llamado a la línea de salida.
En las propias palabras de Train:

El Primer Ministro de Francia, Ernest Monis, quedó inconsciente, con una pierna rota. El hijo de Monis, y el magnate y patrocinador de la aviación Henri Deutsch de la Meurthe resultaron heridos. El Ministro francés de Guerra, Henri Maurice Berteaux, perdió un brazo y sufrió una herida mortal en la cabeza.

El accidente causó una oleada de pánico entre la multitud, causando más daños y la suspensión de todas las actividades posteriores. Con la aprobación del herido Monis, el acontecimiento continuó al día siguiente, pero solo dos aviadores más tomaron la salida: Védrines y Andre Frey.

## Competidores

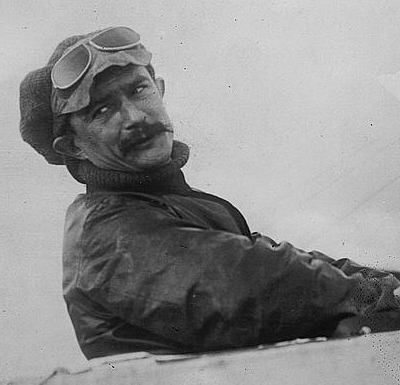
El aviador Jules Védrines, ganador de la carrera

En un principio estaban inscritos 28 arriesgados aviadores,  aunque al final solo tomaron la salida 8 de ellos:  Gilbert Le Lasseur,  Luis Gibert,  Roland Garros y André Beaumont (con monoplanos Bleriot XI); Jules Védrines, André Frey y Garnier (con monoplanos Morane-Borel); y Louis Émile Train (con un monoplano Train).
- Jules Védrines, volando un Morane-Borel monoplano, fue el ganador de la carrera, y el único competidor en acabar la prueba. Después de un tiempo total de 37 horas y media (12 horas y 18 minutos en el aire), recibió el premio de 30.000 francos y le fue otorgada la Cruz de la Orden de Alfonso XII por el Rey de España Alfonso XIII. Cuando aterrizó, mostraba un estado mental de tal confusión, que fueron requeridos unos doctores para evaluar su salud mental.[6][7]
- Roland Garros, con un monoplano Bleriot XI. Fue el único en completar la primera etapa el primer día, alcanzó San Sebastián, y quedó fuera de la carrera por un accidente al comienzo de la tercera etapa.
- Eugene Gilbert, volando en un Bleriot XI. Mientras sobrevolaba los Pirineos en ruta hacia Madrid, fue atacado por un águila grande,  a la que tuvo que alejar utilizando un revólver.
- Jean Louis Conneau (volando como  "André Beaumont") había aterrizado su Bleriot XI en Loches, un poco más allá de la mitad de la primera etapa, para realizar el mantenimiento del motor, chocando allí durante el despegue.
- André Frey,[8] en un Morane-Saulnier, no llegó más allá de Etampes antes de averiar su aeroplano.
- Competidores que se retiraron después del accidente fatal del primer día incluyen a Charles Terres Weymann, y el belga John Verrept, que cedió su aeronave a Védrines.

Hasta Angulema solo llegaron tres pilotos: Gilbert, Garros y Védrines. El día 23 se dio la salida muy temprano a los tres pilotos supervivientes. Los tres llegaron a San Sebastián desde Angulema, aunque Garros se quedó sin gasolina, y tuvo que realizar un aterrizaje de emergencia en Jaizquibel. El día 24 se declaró jornada de descanso, ya que los tres pilotos habían tenido que ser atendidos por la Cruz Roja con evidentes síntomas de hipotermia. La salida de la tercera y última etapa se dio desde San Sebastián el día 25. Garros sufrió un accidente cerca de Andoáin que le dejó fuera de la carrera, Gilbert hubo de abandonar por problemas mecánicos, y Védrines hubo de aterrizar primero en Quintanapalla por problemas técnicos, y después en Burgos. Al quedar como único competidor, Vlédrines solicitó un aplazamiento que le fue concedido, alcanzando la meta en Getafe el día 26 entre la gran espectación del público, que aguardaba su llegada desde el día anterior.